# Кривощёковская слобода
Кривощёковская слобода́ — историческая местность, существовавшая на территории Кировского и Ленинского районов Новосибирска и на некоторых территориях левобережья Оби вне границ города.

## История
К концу XVIII века на территории современного левобережья Новосибирска компактно размещались несколько поселений (636 дворов). Это были: село Большое Кривощёково, деревни Перово, Малое Кривощёково, Вертково, Бугры, Ерестная, Криводановка и другие — всего 37 населённых пунктов. Вся территория тогда именовалась официально Кривощёковской слободой. По состоянию на 1893 год здесь проживало 685 человек. Работали начальная школа и грузовая пристань. На территории слободы, возле села Большое Кривощёково, в 1896 году была построена железнодорожная станция Кривощёково.
Через некоторое время после постройки железнодорожного моста через Обь, в конце 1903 года, согласно высочайшему повелению императора, посёлок Ново-Николаевск на правом берегу Оби был возведён в степень безуездного города с площадью 881 десятин 2260 квадратных сажень. При этом Кривощёковская слобода в состав города тогда не вошла. Официально в состав Новосибирска поселения (не все) бывшей Кривощёковской слободы вошли 20 октября 1930 года, получив название Заобский район.